# Aedes atropalpus
Aedes atropalpus é um espécie de mosquito do género Aedes, pertencente à família Culicidae.